# Korahalli, Hassan
Korahalli là một làng thuộc tehsil Hassan, huyện Hassan, bang Karnataka, Ấn Độ.